# Brunnsort

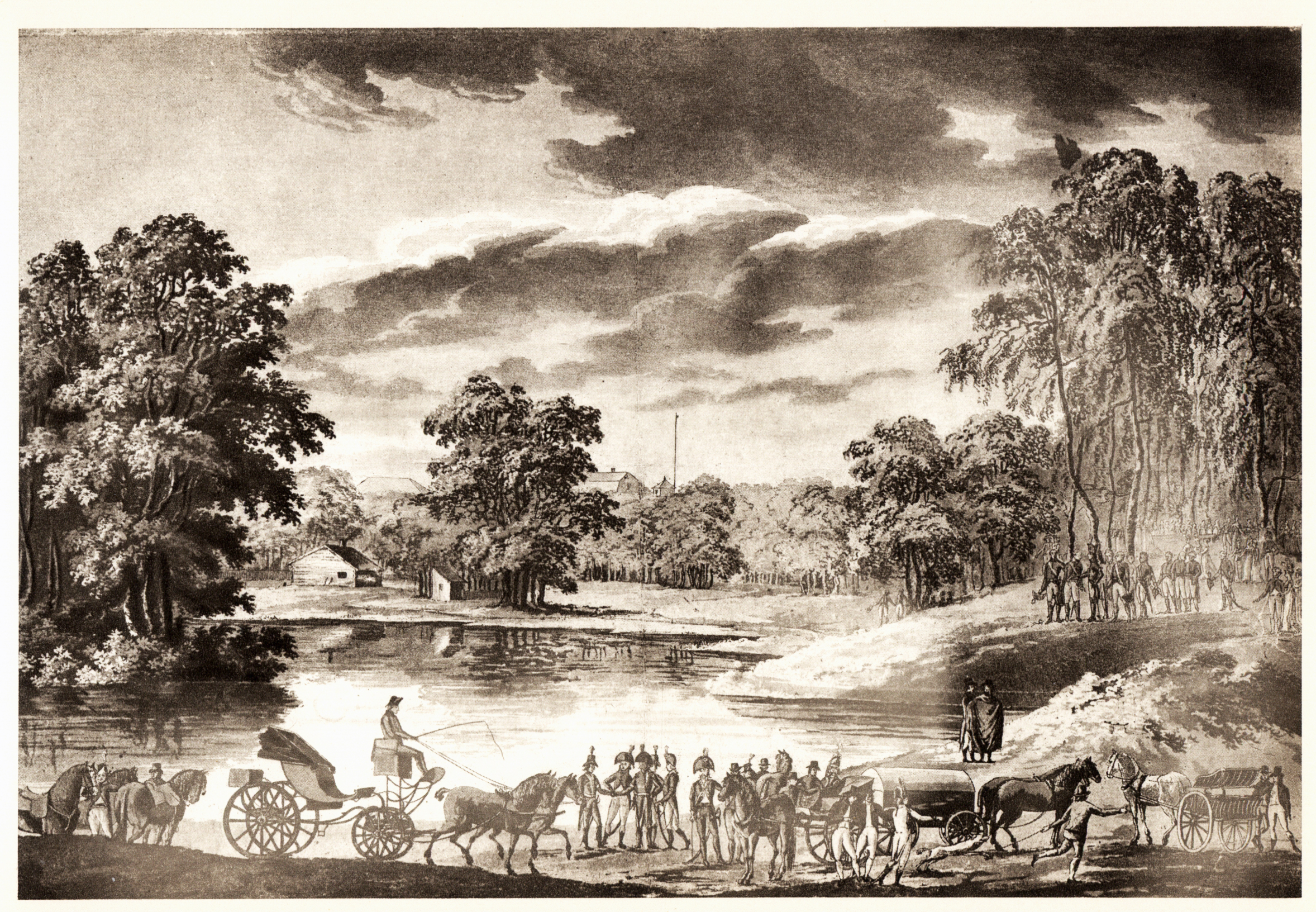
Medevi brunn 1798. Akvatintagravyr av Carl Fredrik Akrell 1803 efter teckning av C. J. Fahlcrantz.

En brunnsort är en plats med en hälsokälla, där brunnsdrickning förekommer eller traditionellt har förekommit. Om det ges badbehandling kallas det istället kurort, badanstalt eller spa. Om det ges annan sjukvårdande behandling kallas det kuranstalt. De äldsta brunnsorterna är från 1600- och 1700-talet och förlagda till platser där hälsokällor med järnhaltigt vatten finns.

## Brunnsorter i Sverige
Som den äldsta brunnsorten i Sverige räknas Medevi brunn, som grundades av Urban Hjärne och Gustaf Soop 1678. 
Kurer och brunnsdrickning på en brunnsort var en aktivitet av hälso- och nöjeskaraktär som var som mest populär under senare delen av 1800-talet och därefter hade en nedgång under 1900-talet fram till andra världskriget. Som mest fanns ett hundratal frekventerade hälsobrunnar i Sverige, varav en del hade lokal karaktär och några mest utnyttjades för dagsutflykter.

## Kända brunnsorter

### Sverige
- Alebo hälsobrunn & badanstalt
- Augustenbad
- Djurgårdsbrunn
- Gustafsberg
- Hemberga brunn
- Kalhytte brunn
- Källviks brunn
- Loka brunn
- Lundsbrunn
- Medevi brunn
- Porla brunn
- Ramlösa hälsobrunn
- Ronneby brunn
- Skagersbrunn
- Sätra brunn
- Söderköpings brunn
- Tulseboda brunn
- Vårby hälsobrunn

### Belgien
- Spa

### Frankrike
- Vichy

### England
- Bath

### Tjeckien
- Marienbad
- Karlsbad

### Tyskland
- Aachen
- Baden-Baden

### Ungern
- Hévíz

### Ukraina
- Solochyn